# Josef Rudolf Vaňaus
Josef Rudolf Vaňaus (2. května 1839 Komárov u Soběslavi – 16. ledna 1910 Nové Město) byl český středoškolský učitel, autor řady vědeckých prací a spoluzakladatel Spolku pro volné přednášky z matematiky a fyziky.

## Životopis
Josef Rudolf Vaňaus se narodil 2. května 1839 v Komárově jako syn řezníka a hostinského Jana Vaňause a Mariany rozené Zahradkové. Ve třech letech začal navštěvovat elementární školu v rodném Komárově.
V jedenácti letech začal studovat na německém gymnáziu v Jindřichově Hradci. V roce 1858 zde s vyznamenáním složil maturitní zkoušku a odešel studovat na filozofické fakultě v Praze. O čtyři roky později absolvoval zkoušku učitelské způsobilosti z matematiky a fyziky. V průběhu let 1861 až 1864 splnil všechny požadované podmínky pro získání doktorátu filozofie, který mu byl v srpnu 1864 udělen.
Od roku 1862 učil na akademickém gymnáziu v Praze, kde působil do roku 1868. Ve stejném roce byl jmenován řádným profesorem na gymnáziu v Jičíně. Na škole působil až do odchodu do důchodu v roce 1896.
Zbytek života strávil u své neteře Marie Koernerové, manželky advokáta Eduarda Koernera. Krátce působil na soukromém gymnáziu akademie hraběte Straky. Více se zasadil o činnost Jednoty českých matematiků a fyziků.
Josef Rudolf Vaňaus zemřel 16. ledna 1910 na Praze 2 ve věku 70 let. Příčinou úmrtí bylo zánětlivé onemocnění míchy. Pohřeb se konal v kostele svatého Štěpána. Jeho tělo bylo uloženo do rodinné hrobky na Olšanech.

## Dílo
- Methoda nejmenších dvojmocí (1860)